# Premio WWW

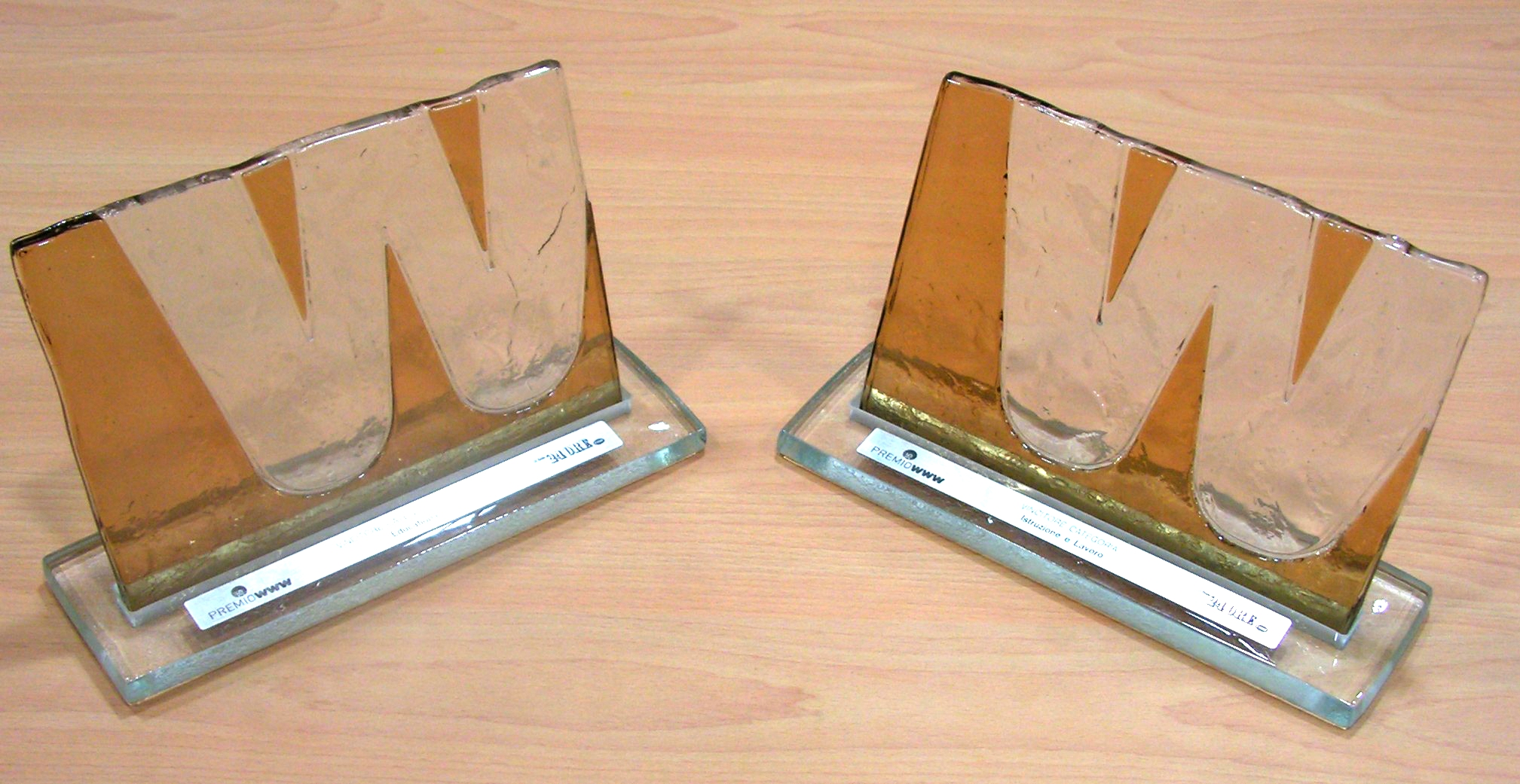
Due targhe del Premio WWW 2005

Il premio WWW è un riconoscimento istituito nel 1998 dal quotidiano economico Il Sole 24 Ore, per premiare quei siti internet che hanno contribuito alla diffusione e valorizzazione della comunicazione sulla rete. Il nome del premio si richiama al World Wide Web.

## Storia
Il meccanismo del concorso lascia agli stessi fruitori il compito di votare i siti in funzione dell'utilità riscontrata nella consultazione.

## Categorie
Il premio WWW è assegnato in categoria assoluta, per il vincitore globale, e suddiviso per categorie come sotto indicate:
- Premio per il sito più votato in assoluto
- Premi per categorie
  - Auto e motori
  - Blog
  - Commercio elettronico
  - Finanza, banche e assicurazioni
  - Home, fashion & lifestyle
  - Imprese
  - Istituzioni, PA e no-profit
  - Istruzione e lavoro
  - Motori di ricerca
  - Portali siti di informazione & community
  - Radio, tv, cinema e film
  - Tecnologia e innovazione
  - Toys, kids, teens
  - Viaggi e tempo libero